# Cement supersiarczanowy
Cement supersiarczanowy – rodzaj cementu, odpornego na działanie wody morskiej i wód zawierających znaczne ilości siarczanów. Wytwarzany jest przez wspólny przemiał następujących składników: 80-85% granulowanego żużla wielkopiecowego, 10-15% siarczanu wapnia (w postaci gipsu martwopalonego lub anhydrytu naturalnego) i do 5% klinkieru portlandzkiego.